# Oripää
Oripää [ˈɔri'pæː] ist eine Gemeinde in Südwestfinnland. Die Einwohnerzahl beträgt 1317 (Stand 31. Dezember 2022). Die größten finnischen Städte Helsinki, Espoo, Vantaa, Tampere und Turku liegen alle im Umkreis von gut 100 Kilometer um die Ortschaft. Die nächstgelegene Stadt ist Loimaa, die etwa 20 Kilometer östlich liegt. Oripää befindet sich an der Kreuzung der Hauptstraße 41 von Turku nach Tampere und der Landstraße 210 von Uusikaupunki nach Forssa.

## Geschichte
Erstmals wurde Oripää in einem Brief des Bischofs von Turku erwähnt, der in der Gegend um den Ort Pferde kaufte. Sowohl das Stadtwappen, das einen Pferdekopf auf magentafarbenem Hintergrund darstellt, als auch der Name der Stadt erinnern an diese urkundliche Erwähnung. Ori ist das finnische Wort für Hengst, pää steht für das deutsche Kopf.

## Kultur und Sehenswürdigkeiten

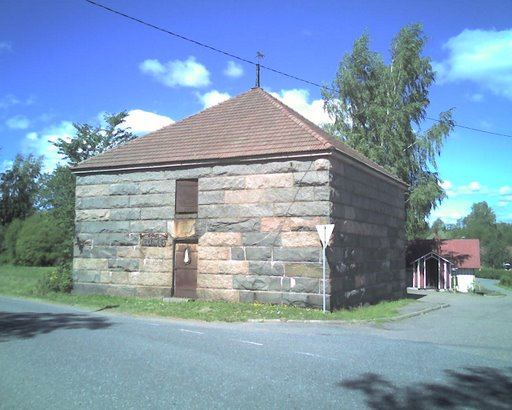
Oripää Heimatmuseum

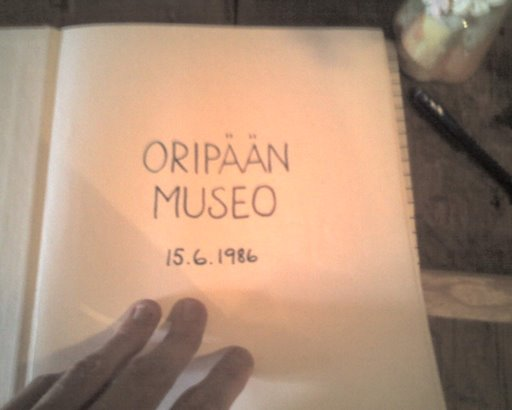
Oripää Heimatmuseum Besucherbuch

### Museen
In Oripää gibt es drei Museen, nämlich das Hartmannin Mökki, das Oripää Heimatmuseum und das Matin Museo. Das Hartmannin Mökki stellt Gegenstände aus dem alltäglichen Leben in Südwest-Finnland der 1930er bis 1960er Jahre dar und ist das einzige Museum dieser Art in der Region. Benannt ist das Museum nach seinen letzten Bewohnern Ida und Olga Hartmann. Das Museum ist von Juni bis August sonntäglich geöffnet.
Das Heimatmuseum ist in dem 1912 fertiggestellten ehemaligen gemeindlichen Getreidespeicher untergebracht, das im Jahr 1985 zum Museum umgebaut wurde. Die Ausstellungsgegenstände berichten über das historische, landwirtschaftlich geprägte Leben in Oripää.
Das Matin Museo ist ein in dem Ortsteil Myllykylä gelegenes Privatmuseum. Ausstellungsgegenstände umfassen historische Landmaschinen und Pferdeschlitten.

### Naturdenkmäler
Zu den auf dem Gebiet der Gemeinde Oripää liegenden Naturdenkmälern gehört unter anderem die Myllylähde. Sie ist eine Quelle, aus der im täglichen Mittelwert rund 6500 m³ kristallklares Wasser hervorsprudeln. Wegen der hohen Wasserqualität leben am Ufer des Sees, in den sich die Quelle ergießt, seltene und bedrohte Tierarten.
In der Nähe des Myllykylä befindet sich der Teinienkivi. Der große eiszeitliche Findling erhielt seinen Namen (dt. Teenagerstein) daher, dass sich hier in die Sommerferien wandernde Studenten mit Proviant für die weitere Wanderung eindeckten.
Am Fuße des Oripäähügels befindet sich das so genannte Kaleva-Grab, eine etwa 650 Meter lange Vertiefung in der Landschaft. Der Sage nach stammt sie daher, dass die Stelle einst einem Riesen als Schlafstätte gedient hat. Auch die in der Nähe befindlichen ähnlichen Geländevertiefungen sollen von Riesen und Teufeln herrühren.

### Sport
Die Besonderheiten von Oripää in Sachen Sport sind mit dem lokalen Sportflugplatz verbunden. Der Flughafen verfügt über zwei sich kreuzende Landebahnen von 1350 beziehungsweise 950 Metern Länge. Vom Flughafen aus werden jährlich rund 3000 bis 4000 Flüge mit kleinen Motor- sowie mit Segelflugzeugen durchgeführt. Zudem findet zweijährlich eine Flugshow mit über 30.000 (2002) Zuschauern statt.
Weiterhin gibt es in der Gegend Reitsport, der von mehreren Gestüten angeboten wird.

## Wirtschaft
Trotz der relativ geringen Einwohnerzahl gibt es in Oripää alle grundlegenden Einkaufsmöglichkeiten und Grundversorgungsdienste.

## Söhne und Töchter der Gemeinde
- Harri Holkeri (1937–2011), Politiker und ehemaliger Ministerpräsident
- Annika Saarikko (geboren 1983), Politikerin und Ministerin